# Bartholomäus Widmer
Bartholomäus Widmer (auch: Jernej Vidmar; * 11. August 1802 in Krainburg, Krain; † 17. Mai 1883 ebenda) war ein österreichisch-slowenischer Geistlicher. Er war Bischof von Laibach, Abgeordneter zum Krainer Landtag und Mitglied des Herrenhauses.

## Ausbildung und Beruf
Widmer wurde als Sohn von schlichten Bürgern aus Krainburg geboren, wobei sein Vater Petr Widmer als Fuhrmann arbeitete. Widmer besuchte die Volksschule in Krainburg und wechselte danach an das Gymnasium in Laibach, das er zwischen 1816 und 1822 absolvierte. Er wechselte in der Folge von 1822 bis 1824 für Philosophische Jahrgänge an das k. k. Lyceum. Widmer ließ sich zwischen 1824 und 1828 am Priesterseminar in Laibach ausbilden und empfing 1827 die Priesterweihe. Nach dem Austritt aus dem Priesterseminar arbeitete Widmer bis 1829 in der Seelsorge als Cooperator in Šentrupert. Mit Beginn des Schuljahres 1829/30 wurde er in das höhere Priester-Bildungsinstitut zum h. Augustin in Wien geschickt, wo er seine Studien fortsetzte. Auf Grund einer Choleraepidemie reiste Widmer 1831 zurück nach Laibach, kehrte in der Folge aber im Herbst nach Wien zurück.
Widmer kehrte 1832 als Supplent für die vacant gewordenen Lehrkanzel des Bibelstudiums A. B. und der orientalischen Sprachen an das Priesterseminar Laibach zurück. Er legte in der Folge die Concursprüfung für diese Fächer ab und kehrte im April 1837 aus diesen Fächern. Im April 1837 wurde Widmer k. k. Hofkaplan und Studiendirektor am höheren Bildungsinstitute zum heiligen Augustin in Wien, wo er 1837 auch zum Doktor der Theologie promovierte.
Widmer wurde 1848 zum Ehrendomherrn des Laibacher Domcapitels ernannt, am 6. November 1859 folgte seine Ernennung zum Bischof von Laibach durch den Kaiser. Nachdem der päpstliche Stuhl die Ernennung bestätigt hatte, wurde Widmer am 17. Juni 1860 in Wien zum Bischof geweiht. Im Jahr 1872 legte Widmer die Bischofswürde zurück, verwaltete jedoch das Bischofsamt noch bis zum 10. Juli 1875. Danach übersiedelte er in seinen Heimatort Krainburg, wo er seinen Lebensabend zurückgezogen mit wissenschaftlichen Studien verbrachte.
Widmer stellte sich beim 1. Vatikanischen Konzil gegen das Dogma der Unfehlbarkeit des Papstes und reiste 1870 unter dem Vorwand einer Erkrankung ab. Auch sein Rücktrittsgesuch begründete er mit seinem schlechten Gesundheitszustand, jedoch dürfte auch seine Unzufriedenheit mit dem Ausgang des Konzils ausschlaggebend gewesen sein. Widmer förderte die slowenische Sprache, stellte sich jedoch gleichzeitig gegen jegliche nationale Agitation. Zeitgenossen attestierten Widmer neben fehlender Autorität und Durchsetzungsvermögen auch Fleiß, Gewissenhaftigkeit und ausgezeichnete Bibelkenntnisse. Zudem war Widmer für sein Engagement für wohltätige Zwecke bekannt. Widmer war auch als Schriftsteller aktiv, jedoch wurden die wenigsten seiner Werke gedruckt.
In seiner Rolle als Bischof von Laibach gehörte Widmer zwischen 1861 und 1876 als Virilist dem Krainer Landtag an und war zudem Mitglied des Herrenhauses, zeigte jedoch kaum politisches Engagement.